# Aggustiana
Aggustiana là một chi bướm đêm thuộc họ Erebidae.